# Trường Trung học phổ thông chuyên Lê Quý Đôn, Đà Nẵng
Trường Trung học Phổ thông chuyên Lê Quý Đôn, thành phố Đà Nẵng là trường trung học phổ thông chuyên công lập tại Thành phố Đà Nẵng. Trường được thành lập năm 1986 với tên gọi là trường Năng khiếu cấp 2 – 3 Quảng Nam – Đà Nẵng. Hiện nay đây là trường chuyên duy nhất tại thành phố Đà Nẵng, thu hút học sinh giỏi trên địa bàn thành phố và các tỉnh khu vực miền Trung – Tây Nguyên. Trong các kì thi học sinh giỏi quốc gia và khu vực miền Trung – Nam Bộ, trường chuyên Lê Quý Đôn luôn nằm trong nhóm các trường dẫn đầu.

## Lịch sử
Từ những năm đầu thập niên 1980, Sở Giáo dục tỉnh Quảng Nam – Đà Nẵng đã mở một số lớp chuyên đặt tại Trường Trung học phổ thông Phan Châu Trinh. Tính từ năm 1980 đến 1985, có tất cả 10 lớp chuyên với 15 học sinh mỗi lớp. Đến ngày 4 tháng 4 năm 1986, Ủy ban Nhân dân tỉnh Quảng Nam – Đà Nẵng đã ký quyết định số 787/QĐ–UB về việc thành lập Trường Năng khiếu cấp 2–3 Quảng Nam – Đà Nẵng, dựa trên cơ sở là khối chuyên ban đầu được đặt tại Trường Phan Châu Trinh. Đến ngày 15 tháng 10 cùng năm, trường chính thức ra đời và khai giảng năm đầu tiên. Hiệu trưởng đầu tiên của trường là thầy Nguyễn Tiến Hành. Đến năm 1989, thầy Nguyễn Tiến Hành được điều về làm hiệu trưởng trường Phan Châu trinh, thầy Nguyễn Tâm Tháp vốn là Thư ký hội đồng được bổ nhiệm làm hiệu trưởng.
Vào thời điểm mới thành lập, trường có tất cả 38 cán bộ, trong đó có 30 giáo viên bao gồm 5 giáo viên Ngữ văn, 6 giáo viên Toán, 4 giáo viên Vật lý, 3 giáo viên tiếng Nga, 6 giáo viên tiếng Anh, 4 giáo viên Hóa và 4 giáo viên cho các môn Lịch sử, Địa lý và chính trị. Và tín đến năm 1991, số lượng giáo viên tăng lên con số 50 với 10 cho môn Toán, 9 cho Sử–Địa–Chính trị, 8 cho Hóa–Sinh, Ngoại ngữ, Vật lý, và 7 cho Ngữ văn. Riêng cán bộ công nhân viên thì giảm từ 8 xuống 6 người. Ngày 8 tháng 8 năm 1991, trường chính thức được đổi tên thành Trường Phổ thông trung học chuyên Lê Quý Đôn.

## Tuyển sinh
Trong ba năm học đầu tiên, trường có tất cả 5 lớp chuyên giành cho các môn Toán, Vật lý, Ngữ văn, tiếng Anh và tiếng Nga ở cả 3 khối lớp 10, 11 và 12. Riêng năm 1988 và 1989, trường đặc biệt mở thêm 2 lớp chuyên toán cấp trung học cơ sở là lớp 8 và lớp 9. Đến năm học 1989–1990, trường bắt đầu chuyển sang hình thức đào tạo phân ban, học sinh lớp 10 được tuyển vào trường sẽ được chia theo ban gồm ban A (Toán–Lý), B (Lý–Hóa–Sinh), C (Sử–Địa) và D (ngoại ngữ).
Hiện nay, trường tuyển sinh tổng cộng 11 lớp với khoảng 300 học sinh cho mỗi khóa, riêng học sinh Quảng Nam chiếm tối đa 20 vị trí. Kỳ thi tuyển sinh thường diễn ra vào tháng 6 hằng năm với 2 vòng thi:
- Vòng 1: Xét chọn học sinh theo một số điều kiện để tham gia thi tuyển
- Vòng 2: Học sinh đủ điều kiện qua vòng 1 sẽ tiếp tục thi tuyển

Việc thi tuyển vào trường Lê Quý Đôn được kết hợp một phần với kỳ thi vào trung học phổ thông của thành phố Đà Nẵng. Học sinh sẽ tham gia 3 môn bắt buộc của kỳ thi chung là Toán, Ngữ văn và Ngoại ngữ, sau đó tiếp tục dự thi môn chuyên do trường Lê Quý Đôn tổ chức. Điểm xét tuyển tại vòng 2 sẽ là tổng của 3 môn bắt buộc và 3 lần điểm môn chuyên.
| Ban | Chuyên | Lớp | Số lượng tuyển sinh hằng năm |
| --- | ------ | --- | ---------------------------- |
| A   | Toán   | A1  | 60 (Tổng 2 lớp)              |
| A   | Toán   | A2  | 60 (Tổng 2 lớp)              |
| A   | Lý     | A3  | 50 (Tổng 2 lớp)              |
| A   | Lý     | A4  | 50 (Tổng 2 lớp)              |
| A   | Tin    | A5  | 20                           |
| B   | Hóa    | B1  | 35                           |
| B   | Sinh   | B2  | 35                           |
| C   | Văn    | C1  | 25                           |
| C   | Sử     | C2  | 10                           |
| C   | Địa    | C2  | 10                           |
| D   | Anh    | D1  | 35                           |
| D   | Pháp   | D2  | 10                           |
| D   | Nhật   | D2  | 10                           |

## Cơ sở hạ tầng

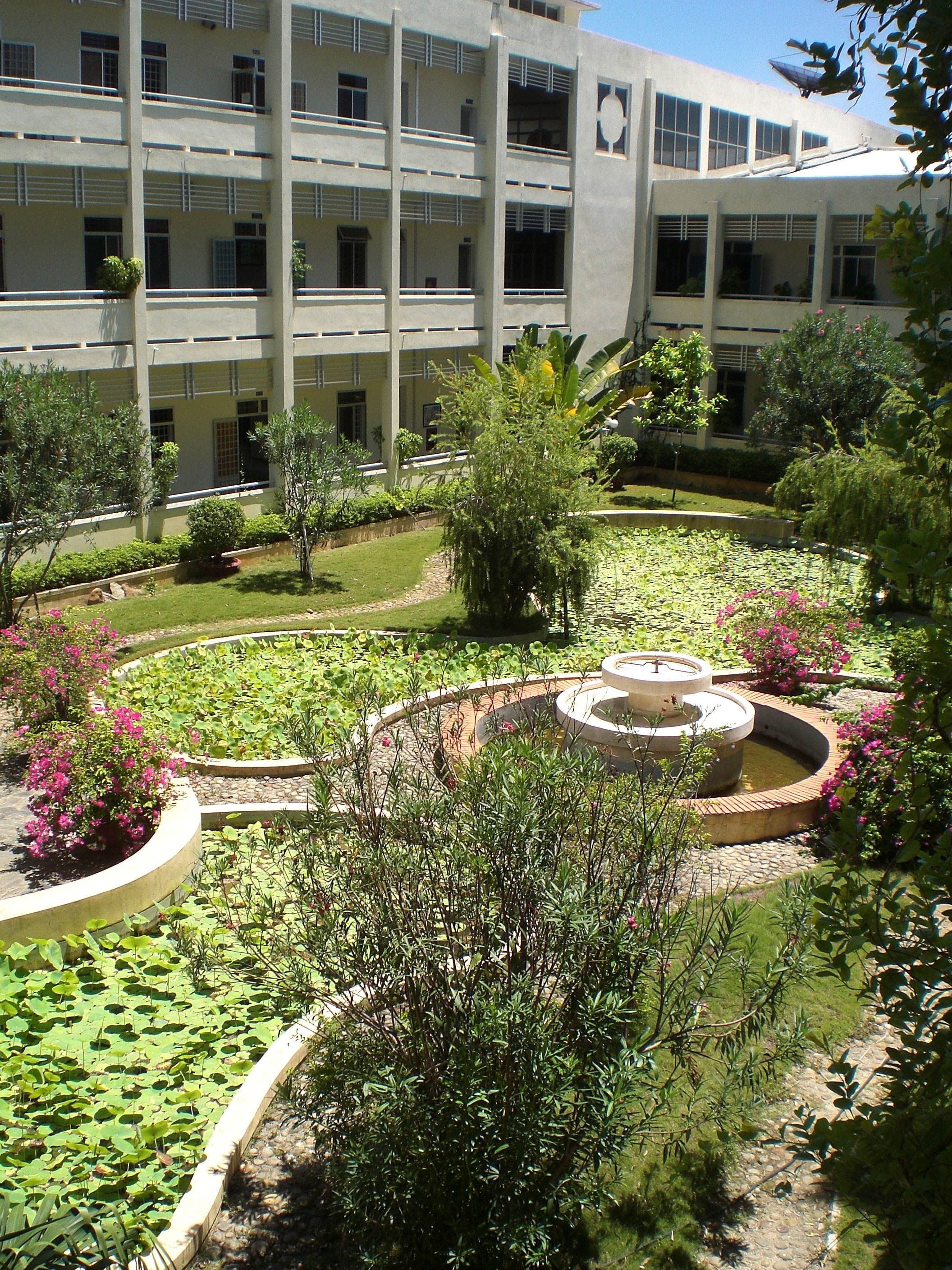
Khuôn viên trường Lê Quý Đôn

Từ năm 1980, các lớp chuyên của tỉnh bắt đầu được mở và giảng dạy tại Trường Phan Châu Trinh. Đến khoảng năm 1985, khối chuyên được bố trí tại tầng 2 dãy sau của trường, nơi về sau trở thành cơ sở 2 của Trường Tiểu học Phù Đổng.
Từ năm học 2003 – 2004, Thành phố đầu tư xây dựng Trường Chất Lượng Cao với tổng kinh phí trên 70 tỷ đồng. Trường được chuyển về số 01 Vũ Văn Dũng, Quận Sơn Trà cơ sở mới khang trang rộng rãi, hệ thống phòng học hiện đại, đầy đủ tiện nghi.
Từ năm 2011, Trường THPT chuyên Lê Quý Đôn vừa đưa vào hoạt động khu nội trú 11 tầng dành cho học sinh của nhà trường. Theo đó, khu nội trú gồm 149 phòng đủ cho 750 học sinh ở và sinh hoạt. Ngoài phòng ở, còn có khu sân chơi, bãi tập, bể bơi, sân vận động... Tổng kinh phí đầu tư xây dựng công trình hơn 106 tỷ đồng. Hiện đã có khoảng hơn 300 em đăng ký ở.

### Hiệu trưởng qua các thời kỳ
| Năm học     | Hiệu trưởng                |
| ----------- | -------------------------- |
| 1986 – 1990 | Thầy giáo Nguyễn Tiến Hành |
| 1990 – 1992 | Thầy giáo Nguyễn Tâm Tháp  |
| 1992 – 1995 | Thầy giáo Huỳnh Văn Hoa    |
| 1995 – 2000 | Thầy giáo Lê Phú Kỳ        |
| 2000 – 2003 | Thầy giáo Đặng Thanh       |
| 2003 – 2009 | Thầy giáo Vũ Đình Chuẩn    |
| 2009 – 2010 | Thầy giáo Lê Trung Chinh   |
| 2010 – 2015 | Thầy giáo Nguyễn Đình Vĩnh |
| 2015 – 2023 | Thầy giáo Lê Vinh          |
| 2023 - nay  | Thầy giáo Lê Thanh Hải     |

## Thành tích đào tạo
- Huân chương Lao động hạng Nhất (2012).

### Thi học sinh giỏi
Trường Chuyên Lê Quý Đôn – Đà Nẵng là một trường có bề dày thành tích thi Học sinh giỏi tại Việt Nam. Trong những năm gần đây, học sinh của trường tiếp tục đạt được những thành tích cao trong các cuộc thi Olympic Quốc tế và trong nước. Tính đến tháng 11 năm 2015, học sinh của trường đã đạt được 18 giải Olympic Quốc tế (gồm 02 HCV, 09 HCB, 5 HCĐ, 02 Bằng khen), 06 giải Olympic châu Á (gồm 03 HCB, 01 HCĐ, 02 Bằng khen), 952 giải Quốc gia, 9285 giải thành phố; 230 huy chương Hoá học Hoàng gia Úc. Trong các cuộc thi Olympic truyền thống 30–4 dành cho học sinh trường chuyên các tỉnh phía Nam, trường đạt được 662 huy chương và luôn được xếp ở một trong ba vị trí đứng đầu. Tổng kết toàn đoàn, nhiều năm liền trường luôn nằm trong top các trường dẫn đầu tại kì thi Olympic truyền thống 30 – 4 và kì thi Học sinh giỏi Quốc gia.

### Tuyển sinh đại học
Trong năm học 2012–2013, 100% học sinh khối 12 của trường có điểm thi trên điểm sàn do Bộ Giáo dục và Đào tạo quy định, đủ điều kiện trúng tuyển vào các trường Đại học, trong đó có 8 thủ khoa ở các trường Đại học Việt Nam. Đáng chú ý, trong kỳ thi Tuyển sinh Đại học năm 2012, Lê Quý Đôn Đà Nẵng xếp thứ 4 trong top 200 trường THPT có điểm thi ĐH trung bình cao nhất cả nước.
Năm học 2019–2020, vì ảnh hưởng của dịch COVID–19, kỳ thi trung học phổ thông quốc gia tại Đà Nẵng đã bị dời lại so với lịch chung của cả nước. Tuy vậy, đã có một học sinh của Lê Quý Đôn phá kỷ lục điểm cao nhất của đợt thi đầu tiên, giành trọn 30 điểm cho 3 môn thi khối B. Cũng trong năm này, Lê Quý Đôn có một đồng thủ khoa khối A với 29,05 điểm và một thủ khoa khối A1 với 29,2 điểm.

## Đồng phục

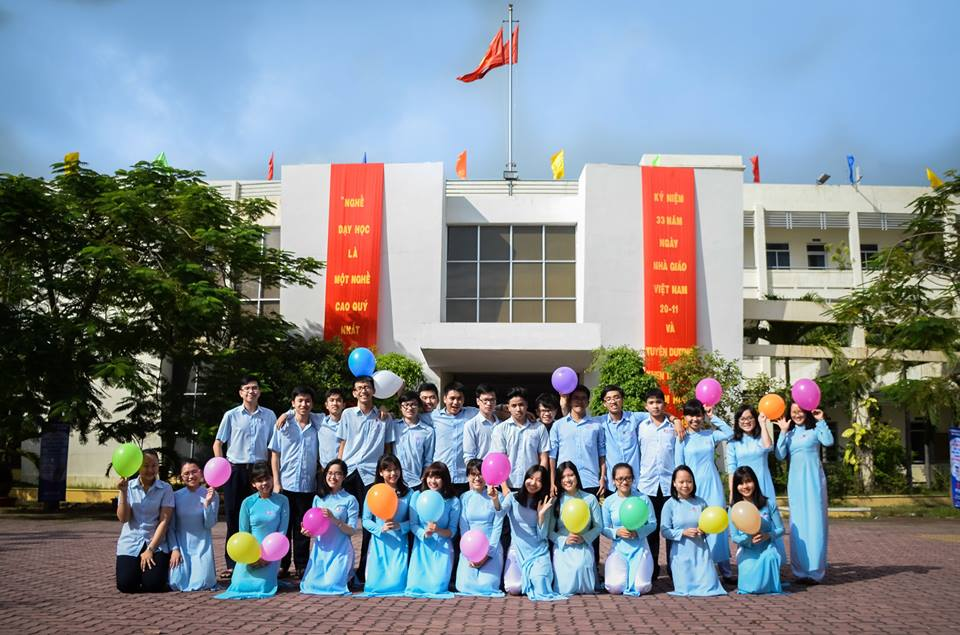

Màu xanh thiên thanh được chọn là màu của đồng phục cho học sinh trường THPT Chuyên Lê Quý Đôn Đà Nẵng.

## Cá nhân nổi bật

### Giáo viên
- Thầy Nguyễn Văn Kính, Nhà giáo Ưu tú
- Thầy Mai Chánh Trí, Nhà giáo Ưu tú
- Thầy Lê Hoành Phò, Nhà giáo Ưu tú
- Thầy Thái Hoàng Nguyên, Nhà giáo Ưu tú

### Học sinh
- Hồ Sĩ Mậu Thúc: đạt giải Ba (không có giải Nhất, Nhì) tại kỳ thi Olympic Vật lý Quốc tế tổ chức tại Cộng hòa Dân chủ Đức năm 1987.
- Lê Ngọc Bảo Anh (khoá 2020 - 2023): huy chương Đồng tại kỳ thi Olympic Tin học khu vực châu Á - Thái Bình Dương năm 2023.[12][13]
- Võ Văn Dũng: vô địch Đường lên đỉnh Olympia năm thứ 4 (2003).[14]